# 内山典子
内山 典子（うちやま のりこ、2月21日 - ）は、日本の女性声優。フリー。長野県出身。血液型はB型。アミューズメントメディア総合学院卒業。
以前はミディアルタに所属していた。

## 経歴
- キンダー・フィルム・フェスティバル (東京) (08.09.06) 声優賞受賞[6]

## 出演作品

### テレビアニメ
2008年
- 熱走! 亀1グランプリ（奈央美）
- はなけろ（ちびゾウ）[7]

2009年
- よくわかる現代魔法（中国人）

### 吹き替え
- ウィンキーの白い馬II（ウィンキー）